# Seigneurie de Homburg
1276–1806
Entités suivantes :
- Grand-Duché de Berg

La seigneurie de Hombourg fut de 1276 à 1806, un micro-Etat du Saint-Empire. 
Il correspond à l'actuelle municipalité de Nümbrecht en Rhénanie-du-Nord-Westphalie, municipalité qui a conservé le blason de la seigneurie. 